# Psoté
Psoté  († 300), ou Pichoté ou Abashadi ou Abassadius ou Amba Sadaou Beshada, était un évêque martyr par décapitation sur ordre du gouverneur de Ptolémaïs en Égypte.
C'est un saint chrétien fêté le 21 décembre ou le 23 décembre pour l'Église copte orthodoxe.